# 섬강에서 하늘까지
"섬강에서 하늘까지"는 1992년에 개봉한 대한민국의 영화이다. 1990년 경기도 여주군 영동고속도로 상에서 발생한 섬강교 버스 추락 사고 당시 희생된 한 교사 부부의 사연을 소재로 하여 1991년 출간된 조해인의 동명의 실화소설을 영화화하여 만들어졌다.

## 줄거리
운동권학생 재인은 제대 후 학보사 기자로 일을 일한다. 시장, 빈민촌, 거리시위 등 현장 취재를 도맡아 하던 재인은 함께 취재하던 불문과 여학생 영애를 사랑하게 된다. 부유한 집안에서 자란 영애는 이해와 사랑으로 재인의 아픔을 감싸주고, 결국 두 사람은 학생부부로 탄생한다. 밥보다 수제비를 더 많이 먹어야 하는 생활이지만 떳떳한 삶의 믿음으로 사랑의 위기에도 흔들림없이 잘 견뎌나가고 그 결과 아들 호가 태어난다. 우여곡절 끝에 재인은 졸업을 해 고등학교 교사로, 영애는 강원도 지방학교로 발령받는다. 이때부터 두 사람은 서울과 홍천을 오가는 주말부부 생활을 시작한다. 헤어져 있지만 만날 때마다 깊어가는 사랑으로 행복해 하던 어느날 전국에 집중호우경보가 내린다. 영애와 호를 태운 버스가 빗속에서 과속으로 질주하다 섬강다리를 받고 추락한다. 하루 아침에 아내와 아들을 잃은 재인은 장례를 치르고 세상의 모든 것을 뒤로 한채 처자식이 있는 섬강으로 발길을 옮긴다.

## 캐스팅
- 이경영 : 장재인 역
- 김미현 : 최영애 역
- 김인문 : 재인 부 역
- 여운계 : 재인 모 역
- 신충식 : 영애 부 역
- 남정희  : 영애 모 역
- 강준규 : 장호 역
- 윤덕용 : 류 교감 역
- 임창정 : 구대훈 역
- 유성 : 편집장 역
- 오희찬 : 교무주임 역
- 주상호 : 어부 역
- 임훈 : 재인동생 역
- 김태홍 : 반장 역
- 이은미 : 영애친구 역
- 홍승이 : 여인 역
- 임호성 : 하마 역
- 최광수 : 기자 1 역
- 김의석 : 기자 2 역
- 김문식 : 기자 3 역
- 조윤비 : 기자 4 역
- 김혜경 : 기자 5 역
- 신찬일 : 유족대표 역
- 정영국 : 여객직원 역
- 박동현 : 공무원 역
- 김소연 : 여교사 역
- 김기종 : 노부부 역
- 김애라 : 노부부 역
- 문미봉 : 할머니 역
- 오정희 : 여학생 역
- 이인옥 : 여학생 모 역
- 장정국 : 수사관 역
- 홍충길 : 운전수 역
- 이석구 : 승객 역
- 서평석 : 승객 역

## 수상
- 1992년 제16회 황금촬영상
  - 촬영상(동상) - 정필시